# 瓦列里·法布里坎特
瓦列里·法布里坎特（俄語：Валерий Иосифович Фабрыкант，1940年1月28日—），生于白俄罗斯。在因一系列扰乱性行为被解职之后，于1979年以政治避难名义前往加拿大定居。1980年被加拿大康考迪亚大学任命为工程师，数年后副教授，但被学生和老师认为有行为不端之处。曾长期痛斥学术界的各种不公正现象，并揭露多位同事未作出实际贡献却挂名论文作者的弄虚作假行为。1992年，他起诉他的15名同事，要求他们去除论文署名，该案直到2007年仍然未能结案；2007年11月，法院援引魁北克民法典中有关毫无根据案件的条款对该案诉讼请求予以驳回；该案件稍晚时又被重审，直到2011年3月，法院认为其指控基于谎言，便再次驳回诉请。
1992年8月24日，他由于和同事长期不和，开枪杀死四名同事，被诉一项一级谋杀罪、一项谋杀未遂罪和两项挟持人质罪，被处终身监禁；2015年曾申请假释但被拒绝.。

## 著作
- . Kluwer Academic Publishers. 1989.
- . Kluwer Academic Publishers. 1991.
- . Bentham Science Publishers（英语：Bentham Science Publishers）. 2010. ISBN 9781608051052.